# Lijst van diersoorten in Pairi Daiza
Dit is een lijst van diersoorten in Pairi Daiza, het dierenpark in Cambron-Casteau.

## Zoogdieren

### Eierleggende zoogdieren
- Mierenegel

### Buideldieren
- Langneuspotoroe
- Beerkoeskoes
- Moeraswallaby
- Oostelijke grijze reuzenkangoeroe
- Rode reuzenkangoeroe
- Wombat
- Tasmaanse duivel
- Suikereekhoorn
- Koala

### Vleermuizen
- Lyles vleerhond
- Vliegende vos
- Nijlroezet

### Primaten
- Ringstaartmaki
- Kroonmaki
- Bonte vari
- Rode vari
- Dwergmuismaki
- Pinchéaapje
- Gouden leeuwaapje
- Boliviaans doodshoofdaapje
- Witgezichtsaki
- Zwarte brulaap
- Oostelijke franjeaap
- Gouden stompneusaap
- Tonkinlangoer
- Kuifmakaak
- Japanse makaak
- Kuifmangabey
- Goudwanggibbon
- Siamang
- Westelijke laaglandgorilla
- Sumatraanse orang-oetan
- Gouden stompneusaap

### Tandarmen
- Reuzenmiereneter
- Tweevingerige luiaard
- Bruinbehaard gordeldier

### Knaagdieren
- Gewone vliegende eekhoorn
- Roodbuikeekhoorn
- Grijsbuikeekhoorn
- Zwartstaartprairiehond
- Alpenmarmot
- Naakte molrat
- Nevelrat
- Azara's agoeti
- Huiscavia
- Capibara
- Canadese bever
- Witstaartstekelvarken
- Boomstekelvarken

### Roofdieren
- Stellerzeeleeuw
- Zuid-Afrikaanse zeebeer
- Walrus
- Gewone zeehond
- Dwergotter
- Slanke otter
- Gestreept stinkdier
- Gewone wasbeer
- Rode panda
- Reuzenpanda
- Aziatische zwarte beer
- Amerikaanse zwarte beer
- Europese bruine beer
- IJsbeer
- Wolf
- Wasbeerhond
- Beermarter
- Steppevos
- Stokstaartje
- Dwergmangoest
- Zebramangoest
- Gevlekte hyena
- Poema
- Jachtluipaard
- Sneeuwpanter
- Serval
- Leeuw
- Witte Siberische tijger
- Siberische tijger
- Slanke otter
- Grootoorvos
- Luipaard

### Evenhoevigen
- Hangbuikzwijn
- Visayawrattenzwijn
- Penseelzwijn
- Knobbelzwijn
- Dwergnijlpaard
- Nijlpaard
- Dromedaris
- Alpaca
- Vicuña
- Giraffe
- Javaanse kleine kantjil
- Sitatoenga
- Waterbuffel
- Afrikaanse buffel
- Watusirund
- Amerikaanse bizon
- Eland
- Rendier
- Chinese muntjak
- Zwijnshert
- Damhert
- Pater-Davidshert
- Sikahert
- Wapiti
- Impala
- Blesbok
- Blauwe gnoe
- Indische antilope
- Algazelle
- Gouden takin
- Muskusos
- Chinese goral
- Schroefhoorngeit
- Geit
- Blauwschaap
- Schaap
- Elandantilope

### Olifanten
- Aziatische olifant

### Onevenhoevigen
- Steppezebra
- Paard
- Witte neushoorn
- Zuid-Amerikaanse tapir
- Amerikaanse mini-ezel

## Vogels

### Loopvogels
- Struisvogel
- Nandoe
- Helmkasuaris
- Emoe

### Roeipotigen
- Australische pelikaan
- Roze pelikaan
- Witwangreiger
- Schuitbekreiger
- Javaanse ralreiger
- Koereiger
- Roze lepelaar
- Kaapse ibis
- Strohalsibis
- Rode ibis

### Pinguïns
- Zwartvoetpinguïn
- Ezelspinguïn
- Rotspinguïn
- Koningspinguïn

### Ooievaars
- Abdimooievaar
- Witte ooievaar
- Zadelbekooievaar
- Maraboe
- Schoenbekooievaar

### Flamingo's
- Rode flamingo
- Chileense flamingo
- Kleine flamingo

### Eendvogels
- Zwaangans
- Brandgans
- Hawaiigans
- Wilde zwaan
- Roestgans
- Australische fluiteend
- Wintertaling
- Tamme eend
- Ringtaling
- Mandarijneend
- Tafeleend
- Eidereend
- Reuzenbooteend
- Witkopeend
- Kuifeend

### Roofvogels
- Zwarte gier
- Kalkoengier
- Koningsgier
- Andescondor
- Lammergier
- Palmgier
- Aasgier
- Rüppells gier
- Witruggier
- Sneeuwgier
- Vale gier
- Witkopgier
- Monniksgier
- Kapgier
- Amerikaanse zeearend
- Afrikaanse zeearend
- Steenarend
- Dwergarend
- Afrikaanse zwarte kuifarend
- Woestijnbuizerd
- Grijze arendbuizerd
- Rode wouw
- Zwarte wouw
- Kaalkopkiekendief
- Secretarisvogel
- Falklandcaracara
- Geelkopcaracara
- Andescaracara
- Kuifcaracara
- Amerikaanse torenvalk
- Lannervalk
- Boomvalk
- Slechtvalk

### Hoendervogels
- Boskalkoen
- Helmparelhoen
- Kroonparelhoen
- Kalkoen
- Kip
- Roelroel
- Blauwe pauw
- Argusfazant
- Onagadori
- Phoenixhoen
- Legkip

### Kraanvogels
- Zwarte kroonkraanvogel
- Grijze kroonkraanvogel
- Chinese kraanvogel
- Jufferkraanvogel
- Paradijskraanvogel
- Canadese kraanvogel
- Saruskraanvogel
- Witnekkraanvogel
- Siberische kraanvogel

### Steltloperachtigen
- Australische griel
- Lelieloper
- Scholekster
- Maskerkievit

### Duiven
- Huisduif
- Bonte muskaatduif
- Dolksteekduif
- Sclaters kroonduif
- Manenduif
- Spitskuifduif

### Toerako's
- Grote renkoekoek
- Witwangtoerako
- Roodkuiftoerako
- Witkuiftoerako

### Uilen
- Kerkuil
- Indische dwergooruil
- Oehoe
- Sneeuwuil
- Bruine bosuil
- Oeraluil
- Bosuil
- Laplanduil

### Scharrelaarvogels
- Blauwvleugelkookaburra
- Bruinkapijsvogel
- Vorkstaartscharrelaar
- Gewone jaarvogel
- Papoea-jaarvogel
- Rosse neushoornvogel
- Zilveroorneushoornvogel
- Zuidelijke hoornraaf
- Kookaburra

### Spechtvogels
- Groene arassari
- Reuzentoekan
- Kroeskoparassari

### Papegaaiachtigen
- Grote geelkuifkaketoe
- Molukkenkaketoe
- Naaktoogkaketoe
- Roze kaketoe
- Palmkaketoe
- Kea
- Borstelkoppapegaai
- Regenbooglori
- Australische koningsparkiet
- Grasparkiet
- Prachtrosella
- Pennantrosella
- Edelpapegaai
- Rozekopdwergpapegaai
- Grijze roodstaartpapegaai
- Blauwgele ara
- Blauwkopara
- Hyacinthara
- Lears ara
- Spix' ara
- Sint-Lucia-amazone
- Sint-Vincentamazone
- Soldatenara

### Spechtvogels
- Groene arassari
- Reuzentoekan

### Zangvogels
- Witnekraaf
- Bonte kraai
- Blauwwanghoningeter
- Geelkraagparadijsvogel
- Kleine paradijsvogel
- Grote paradijsvogel
- Indiase brilvogel
- Schubkaplawaaimaker
- Witkruinlawaaimaker
- Madagaskarwever
- Rode kardinaal
- Zebravink
- Japanse nachtegaal
- Tuinlijster
- Driekleurige glansspreeuw
- Koningsglansspreeuw
- Balispreeuw
- Chinese wielewaal
- Grote beo

### Andere vogels
- Grote renkoekoek
- Kuifseriema
- Zonneral

## Vissen

### Haaien
- hondshaai
- koraalkathaai
- port jackson stierkophaai
- verpleegsterhaai
- witgestippelde bamboehaai
- witpuntrifhaai
- zwartpuntrifhaai

### Baarzen
- donkere reuzentandbaars
- Europese zeebaars
- panterbaars
- pyjama-kardinaalbaars
- rode koraalbaars
- rode vlagbaars
- vlaggenbaarsje

### Doktersvissen
- blauwe doktersvis
- blauwrugeenhoornvis
- gele zeilvindoktersvis
- oranjevlekdoktersvis
- paletdoktersvis
- veliferen zeilvindoktersvis
- witborstdoktersvis

### Karpers
- Europese karper
- goudvis
- graskarper
- koi
- vuurstaartlabeo
- Garra rufa

### Rifbaarzen en koraaljuffertjes
- blauwgroen juffertje
- fluwelen juffertje
- geel juffertje
- goudstaartjuffertje
- markiezinjuffer
- monniksvis
- saffieren juffer
- zwartstaartjuffertje

### Keizersvissen
- Franse keizersvis
- rode dwergkeizersvis
- vlagvinkeizersvis
- witrugdwergkeizersvis
- zesstreepkeizersvis
- zwarte keizersvis

### Koraalvlinders
- gele pincetvis
- gewone wimpelvis
- halfmaanvlindervis
- maskerkoraalvlinder
- oogvlekkoraalvlinder
- pincetvis

### Karperzalmen
- citroentetra
- keizertetra
- kongozalm
- roodoogtetra

### Meervallen
- corydoras punctatus
- pantsermeerval
- roodstaartmeerval
- zilverstreeppantsermeerval

### Piraña’s
- rode pacu
- roodbuikpiranha
- zilver pacu
- zwarte pacu

### Goerami’s
- goerami
- reuzengoerami

### Trekkersvissen
- blauwvintrekkervis
- roodtandtrekkervis
- Humuhumunukunukuapua'a

### Anemoonvissen
- driebandanemoonvis
- eenbandanemoonvis

### Snipmesvissen
- gestreepte scheermesvis
- snipvis

### Soldatenvissen
- rode soldatenvis
- soldatenvis

### Schorpioenvissen
- gewone koraalduivel
- steenvis

### Brasems
- tandbrasem
- witte zeebrasem
- zadelzeebrasem

### Horsmakrelen
- gouden makreel
- neerkijker

### Kogelvissen
- koffervis
- witgevlekte kogelvis

### Lipvissen
- gewone poetslipvis
- pauwlipvis
- zwartooglipvis

### Cichliden
- azuurcichlide
- discusvis
- pauwoogcichlide

### Murenen
- groene murene
- grote netmurene
- reuzenmurene

### Andere vissen
- argusvis
- dikkopje
- diklipharder
- evervis
- maanvis
- maskerwimpelvis
- rode anemoonvis
- rode kardinaalvis
- ronde vleermuisvis
- schol
- Siamese algeneter
- stekelrog
- tarbot
- vieroogvis
- witte koolvis
- zeepaardje
- zeevlinder
- zilverbladvis

## Reptielen

### Schildpadden
- Egyptische landschildpad
- Seychellenreuzenschildpad
- Chinese driekielschildpad
- Chinese streepschildpad
- Driekielwaterschildpad
- Chinese drieklauw
- Aziatische doornschildpad
- Europese moerasschildpad
- Matamata
- Driekielwaterschildpad
- Bijtschildpad
- Gladrandklepschildpad
- Gebochelde klepschildpad
- Bruine landschildpad
- Donkere paddenkopschildpad
- Kolenbranderschildpad
- Madagaskarschildpad
- Maleisische doornschildpad
- Moorse landschildpad
- Floridasierschildpad
- Noordelijke slangenhalsschildpad
- Griekse landschildpad
- Panterschildpad
- Sieraardschildpad
- Roodbuikspitskopschildpad
- Ambonese doosschildpad
- Nieuw-Guinese bijtschildpad
- Sierdoosschildpad
- Spleetschildpad
- Sporenschildpad
- Sterschildpad
- Spinschildpad
- Stralenschildpad
- Gestekelde aardschildpad
- Driekielstraalschildpad
- Onechte karetschildpad
- Vierteenlandschildpad
- Klokschildpad
- Lettersierschildpad

### Hagedissen
- Ambonese zeilhagedis
- Groene wateragame
- Australische wateragame
- Blauwkeelwoestijnagame
- Baardagame
- Afrikaanse doornstaartagame
- Bloedzuigerhagedis
- Grote Madagaskardaggekko
- Panterkameleon
- Jemenkameleon
- Groene leguaan
- Cubaanse rotsleguaan
- Neushoornleguaan
- Gordelhagedis
- Soedanese schildhagedis
- Gordelstaarthagedis
- Mexicaanse korsthagedis
- Goulds varaan
- Argusvaraan
- Komodovaraan
- Steppevaraan
- Witkeelvaraan
- Wimpergekko

### Slangen
- Kettingslang
- Kippenslang
- Zwarte rattenslang
- Kaapse cobra
- Zwart-witte cobra
- Hoornadder
- Zandadder
- Amethystpython
- Ruitpython
- Netpython
- Tijgerpython
- Korenslang

### Krokodillen
- Chinese alligator
- Amerikaanse alligator
- Brilkaaiman
- Gaviaal

## Amfibieën

### Salamanders
- Axolotl
- Chinese reuzensalamander
- Italiaanse kamsalamander
- Krokodilsalamander
- Urniasalamander
- Vuurbuiksalamander
- Vuursalamander

### Kikkers en padden
- Bijengifkikker
- Gouden gifkikker
- Blauwe pijlgifkikker
- Driekleurige gifkikker
- Tweekleurige pijlgifkikker
- Geelbuikvuurpad
- Reuzenpad
- Coloradopad
- Buidelkikker
- Moskikker
- Zuidelijke tomaatkikker
- Reuzenboomkikker
- Zuid-Amerikaanse hoornkikker
- Tomatenkikker

## Ongewervelde dieren

### Geleedpotigen
- arizonaschorpioen
- bananenspin
- Braziliaanse zalmroze vogelspin
- kongo-rozenkever
- Mexicaanse roodknievogelspin
- reuzenduizendpoot
- Surinaamse roodvoet
- zwarte weduwe
- Periplaneta australasiae

### Kwallen
- Acromitus flagellatus
- bruine kwal
- Chrysaora fuscescens
- kanonskogelkwal
- Maleisische zeenetel
- Mastigias papua
- oorkwal

### Andere ongewervelde dieren
- koraal
- mossel
- octopus
- zeeanemoon
- zee-egel
- zeester